# Laoguié
Laoguié est un village situé dans le Sud de la Côte d'Ivoire, dans le département d'Agboville, appartenant à la région de l'Agnéby-Tiassa.